# Esther Johnson
Pour les articles homonymes, voir Johnson.
Esther Johnson est une artiste visuelle et réalisatrice britannique. Elle travaille à partir de documents d'archives pour aborder les relations entre histoire, mémoire et narration.

## Biographie
Elle fait ses études au Royal College of Art, à Londres.  Elle est professeure d'arts et Medias à l'université de Sheffield Hallam.
Les films qu'elle réalise se situent entre le documentaire et la fiction. Elle travaille à partir de documents d'archives pour aborder les relations entre histoire, mémoire et narration.
Pour le centenaire de la guerre de 1914-1918, elle réalise Asunder en 2016. À partir d'images d'archives, elle trace le portrait de la région de Tyneside et Wearside. Avant la première guerre mondiale, ces deux cités sont prospères. Pendant les années de guerre, les hommes sont au front, les villes sont bombardées, les objecteurs de conscience sont condamnés à mort, les femmes exercent les métiers de médecins, conducteurs de tramway ou footballeurs.
En 2021, elle réalise Liberation Radio · Radio Giải Phóng, avec Nguyễn Nhung, pour le son et l'historien Matthew Sweet. Cette installation revient sur un évènement de la guerre du Vietnam. En 1968, des déserteurs américains se retrouvent à Stockholm et produisent des bandes audio pour inciter les soldats américains sur le front vietnamien à déserter. Ces bandes audio sont envoyées à Hanoï par valise diplomatique. Elles sont diffusées à partir des toits de la ville. Cette installation est présentée à Hanoï, dans la galerie Manzi, en 2021.
En 2019, elle part tourner des images au Vietnam. Ces images avec des images d'archives, des extraits de films, des histoires orales tracent un portrait historique du Vietnam à travers les relations de la population avec le vélo dans les 1950-70 et les motos aujourd'hui,.

## Installations
- Liberation Radio · Radio Giải Phóng, installation radio, Manzi Space Art, Hanoï, 2021

## Réalisations
- Asunder, 72 min, 2016
- The View from My Window Tells Me I'm Home, 45 minutes, 2018
- Dust & Metal, 89 min, 2022

## Prix et distinctions
- Philip Leverhulme Research Prize for Performing and Visual Arts, 2012[7]